# 領地

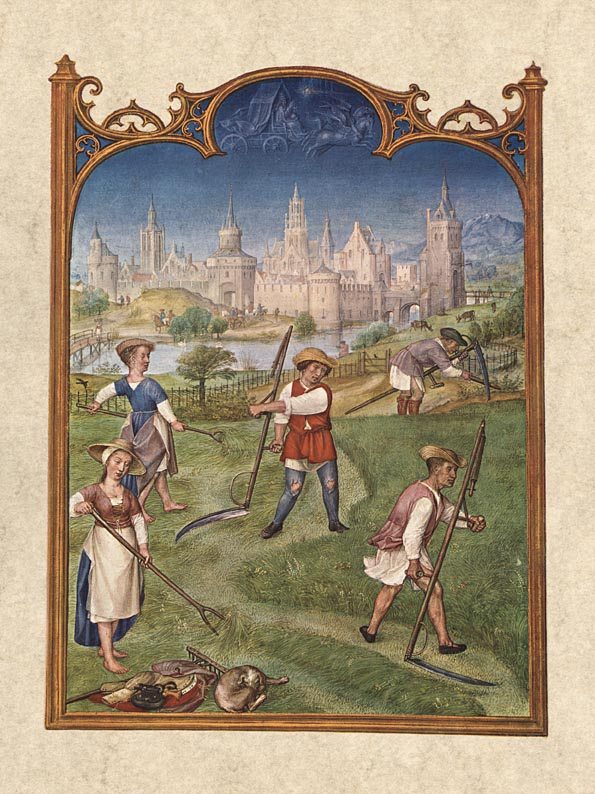
歐洲中世紀莊園封地油畫

領地，又称封地、采地、封邑、采邑、食邑等，是无论欧洲或者中国的封建制度中都存在的、領主所管理的土地。在中國是周朝时就已經趋于成熟的制度。當時的统治者把土地封予或轉封予宗室、外戚或有功業之官員與將領，其土地即稱為食邑。在欧洲开始的时间则不太明确，不过可以推定是罗马帝国灭亡以后大肆扩张。

## 東亞

### 中國
在中国历史的早期，商周及春秋時代封建制度下大夫有采邑。采邑主對於所受封的土地，有經濟、政治、军事權。采邑主統治人民，组建行政机构和军队，对采邑有完全的占有权和支配权，并可世袭传承:81。采邑并不称国，而只称邑，仍直接隶属于王畿地区或者所在的诸侯国，因此独立性弱于诸侯国。传说中夏朝时少康在流亡到有虞氏后，有虞氏国君“思”把纶地作为采邑赐给他，此后少康有十里土地和五百士兵。从甲骨文和金文中，可以看到商代的一些男女贵族拥有自己的个人属邑。
西周以来，采邑制度盛行，“邑”是构成每个诸侯国的基本单位，每个城邑都会隶属于某个大夫或者其他领主，西周金文中常有赐某人以“某田”或“采”的记载。《礼记·王制》则称“方伯朝天子，皆有汤沐之邑于天子之县内”，即现代研究者所称的王畿采邑。研究者指出，西周时采邑是官员俸禄形式和等级标志，此时采邑虽有“简单的管理机构和少量军队，但独立性不强”。东周以后，诸侯国国内又有分封，即诸侯国采邑:74—75。戰國至秦漢行郡縣制以後，采邑逐漸轉向食邑，即以該地人民所交賦稅為主的經濟利益為主，并且失去了其他政治、軍事权益。魏晋以后，所封食邑甚至转变为直接由王朝拨给的俸禄。有研究者认为秦汉时的食邑制，虽是采邑制的残存形态，但更接近战国时的封君制:81。
汉代以后大多以「戶」作為食邑分發的單位。自唐代起，食邑逐渐演化出实封和虚封。虚封下的食邑变成家族荣誉的象征，而无任何对食邑的权益。食实封则成为一种切实的政治奖励。晚唐时，名义上的食邑和食实封可能相差甚大，如乾宁四年（897年），钱镠食邑五千户，食实封一百户。食邑制度做为职官制度的附属物一直存至清代:82。

## 歐洲
采邑制是歐洲在封建時代，尤其是中世紀早期在西歐地區主要實施的一種土地佔有制度。
采邑制最初是查理·馬特在擔任法蘭克王國的宮相期間（715年─741年）實施的。以前墨洛溫王朝時土地都是無條件分贈的，而采邑制則將土地及其上面的農民一起作為采邑分封給有功勞的人，以服騎兵役為條件，供其終身享用，但是不能世襲。
到了查理·馬特的兒子矮子丕平時，把大部分土地當作采邑分封給臣下；查理大帝也把通過戰爭奪來的土地分封給有功將領，這樣使得采邑遍及全國。英國則從威廉一世開始也實行采邑制，規定每個騎士采邑供養一名騎士，為國王服兵役。
此後，國王下面的大封建主也把自己的土地作為采邑分封給下屬，而這些下屬又把自己的土地作為采邑分封給自己的下屬，從而形成了一個以土地為紐帶的領主與下屬之間的關係。這樣領主既需要負起保護下屬土地的責任，而下屬也有義務效勞，為領主作戰。采邑制這種形式對於提高國家的戰鬥力很有幫助，而且通過采邑制逐漸形成了一種封建等級制度：
國王
|
有爵位者
|
騎士
擁有采邑的封建主在自己的土地內享有完全的行政、司法、軍事和財政權，稱為特恩權。
卡洛林王朝9世紀以後，采邑逐漸變成了世襲領地，到了11世紀采邑制基本上已經廢弛了。

## 參看
- 推恩令
- 貴族
- 小農經濟